# Castrocaro Terme e Terra del Sole
Castrocaro Terme e Terra del Sole là một đô thị ở tỉnh Forlì-Cesena trong vùng Emilia-Romagna, có cự ly khoảng 60 km về phía đông nam của Bologna và khoảng 10 km về phía tây namcủa Forlì.
Castrocaro Terme e Terra del Sole giáp các đô thị: Brisighella, Dovadola, Forlì, Modigliana, Predappio.